# Акапулько
Акапу́лько, полное наименование — Акапу́лько-де-Хуаре́с (исп. Acapulco de Juarez) — портовый город и туристический центр на тихоокеанском побережье Мексики, штат Герреро. Является административным центром одноимённого муниципалитета. Расположен в 300 километрах юго-западнее Мехико. Численность населения, по данным переписи 2010 года, составила 673 479 человек.
С ацтекского название города можно перевести как ácatl — камыш или тростник, poloa — уничтожить и co — место, что значит место уничтоженного камыша или тростника.
Наряду с Канкуном, находящимся на Атлантическом побережье (Карибское море), Акапулько является одним из старейших и наиболее известных морских курортов страны. В 1950-е годы прославился как излюбленный курорт голливудских кинозвёзд и миллионеров. В настоящее время — популярный среди мексиканцев курорт, известный своей насыщенной ночной жизнью.
Из-за причудливой формы своей бухты, очень удобной для стоянки судов, Акапулько является важным портом с самого начала колониальной истории Мексики.

## История
Первое европейское поселение на месте Акапулько было основано в 1531 году.
Благодаря торговле с Филиппинами к середине XVI века Акапулько стал вторым по важности портом Новой Испании после Веракруса. В 1573 году Акапулько получил монополию на торговлю с Манилой.
Для защиты от английских и голландских пиратов был построен форт Сан-Диего, что, тем не менее, не помешало голландцам разграбить город в 1615 году.
В 1907 году произошло сильное землетрясение, разрушившее многие дома, а пришедшее после него цунами, затопило низменные районы города. 

## Туризм
Акапулько — один из старейших и самых популярных морских курортов Мексики. Он ежегодно привлекает миллионы туристов райским климатом, белоснежными пляжами, фантастической ночной жизнью и сказочной красоты заливом (бухта Акапулько относится к четырём красивейшим заливам мира).
Как курорт Акапулько прославился в 1950-е годы, став популярным местом отдыха звёзд Голливуда, таких как Элизабет Тэйлор, Фрэнк Синатра и Эдди Фишер, и американских богачей. В 1963 году на экраны вышел мюзикл «Веселье в Акапулько» с Элвисом Пресли в главной роли. Сейчас, когда волна интереса со стороны американской кино-элиты уже давно сошла на нет, Акапулько — вполне демократичный курорт, о былой славе которого напоминают разве что отпечатки рук на так называемой Стене Славы.
В начале XXI века штат Герреро, на территории которого находится Акапулько, стал ареной войн между мексиканскими наркокартелями, что негативно повлияло на туристический имидж города.

## Климат
Климат в Акапулько тропический, ровный на протяжении всего года со среднемесячными температурами (26-28°С), абсолютный минимум +11 °C, максимум +41 °C. Сухой сезон — с ноября по май.
| Показатель                    | Янв. | Фев. | Март | Апр. | Май | Июнь | Июль | Авг. | Сен. | Окт. | Нояб. | Дек. | Год  |
| ----------------------------- | ---- | ---- | ---- | ---- | --- | ---- | ---- | ---- | ---- | ---- | ----- | ---- | ---- |
| Абсолютный максимум, °C       | 36   | 36   | 38   | 37   | 41  | 37   | 38   | 37   | 37   | 37   | 37    | 41   | 41   |
| Средний суточный максимум, °C | 31   | 31   | 31   | 32   | 32  | 33   | 32   | 33   | 32   | 32   | 32    | 31   | 32   |
| Средний суточный минимум, °C  | 22   | 22   | 22   | 23   | 25  | 25   | 25   | 25   | 24   | 24   | 23    | 22   | 24   |
| Абсолютный минимум, °C        | 11   | 18   | 18   | 18   | 20  | 21   | 21   | 25   | 20   | 21   | 19    | 11   | 11   |
| Норма осадков, мм             | 6    | 1    | 0    | 1    | 36  | 281  | 256  | 252  | 349  | 159  | 28    | 8    | 1377 |
| Источник: BBC Weather         |      |      |      |      |     |      |      |      |      |      |       |      |      |

## Достопримечательности
- Кафедральный собор в стиле модерн
- Национальный парк Папагайо
- «Капелла Мира»
- Музей археологии
- Морской музей
- Крепость Сан-Диего

## Экономика
Туризм является основным видом экономической деятельности города. 73 % населения заняты в области торговли, связанной с туризмом. В горнодобывающей и обрабатывающей промышленности занято менее 20 % и лишь около 5 % заняты в сельском хозяйстве. Промышленность нацелена на производство молочных продуктов, цемента и производства энергии. В основном в Акапулько выращивают помидоры, кукурузу, фасоль, зелёный перец чили, а также арбузы и другие бахчевые культуры.

## Транспорт
Многие авиакомпании США выполняют рейсы в Акапулько круглый год. В городе курсируют множество автобусов и такси, но большинство местных жителей не пользуются общественным транспортом.
Самый дешёвый вид транспорта, который есть в Акапулько — автобусы. Самые дорогие автобусы оборудованы кондиционерами, а в дешёвых автобусах их нет. Для туристов правительство города Акапулько выпустило множество жёлтых автобусов с надписью «Акапулько». Это самые красивые и комфортабельные автобусы города. Они курсируют вверх и вниз вдоль побережья. Есть автобусы с конкретными маршрутами и направлениями, как правило, маршруты написаны на лобовом стекле.

## Галерея

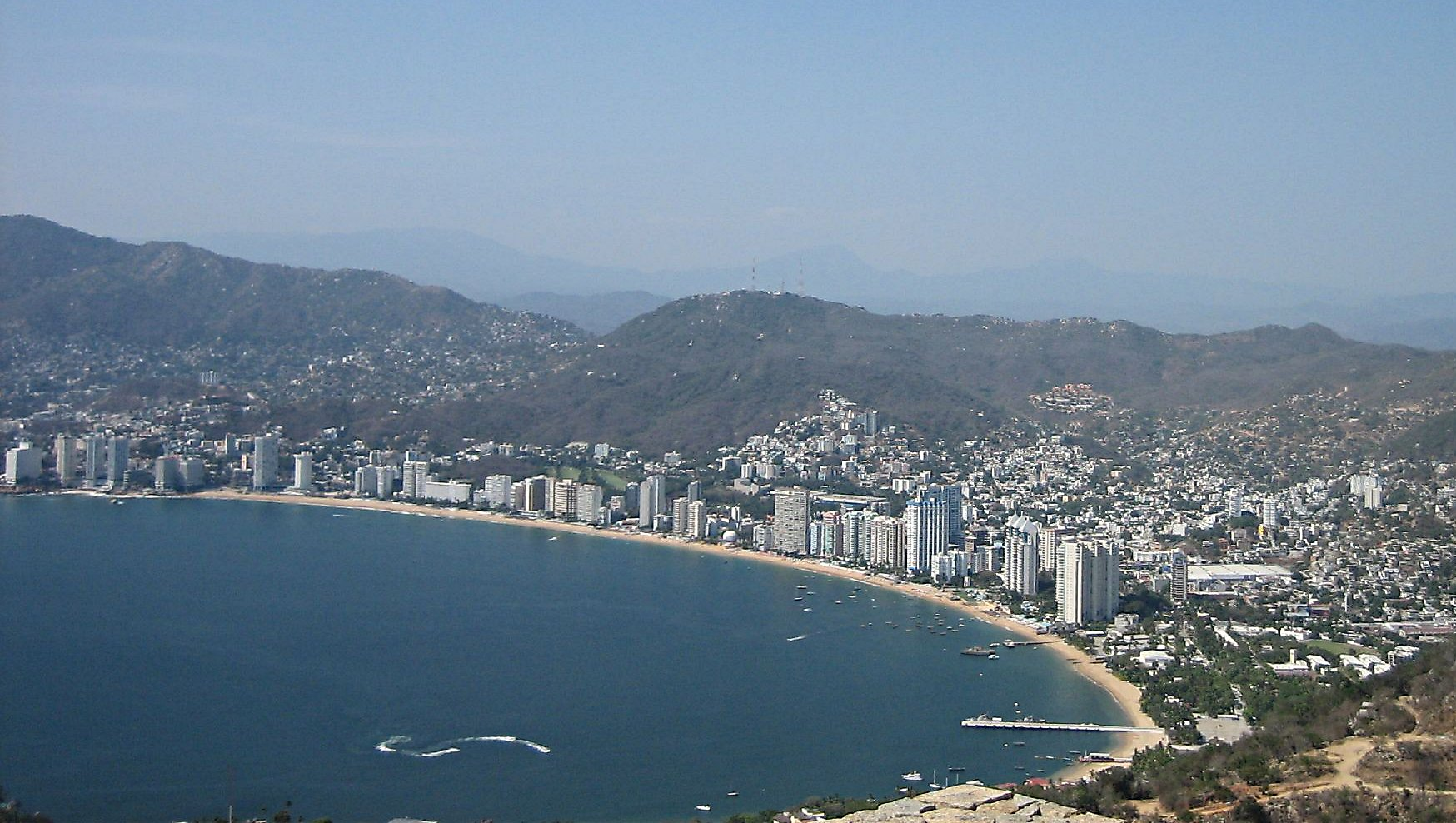
Акапулько
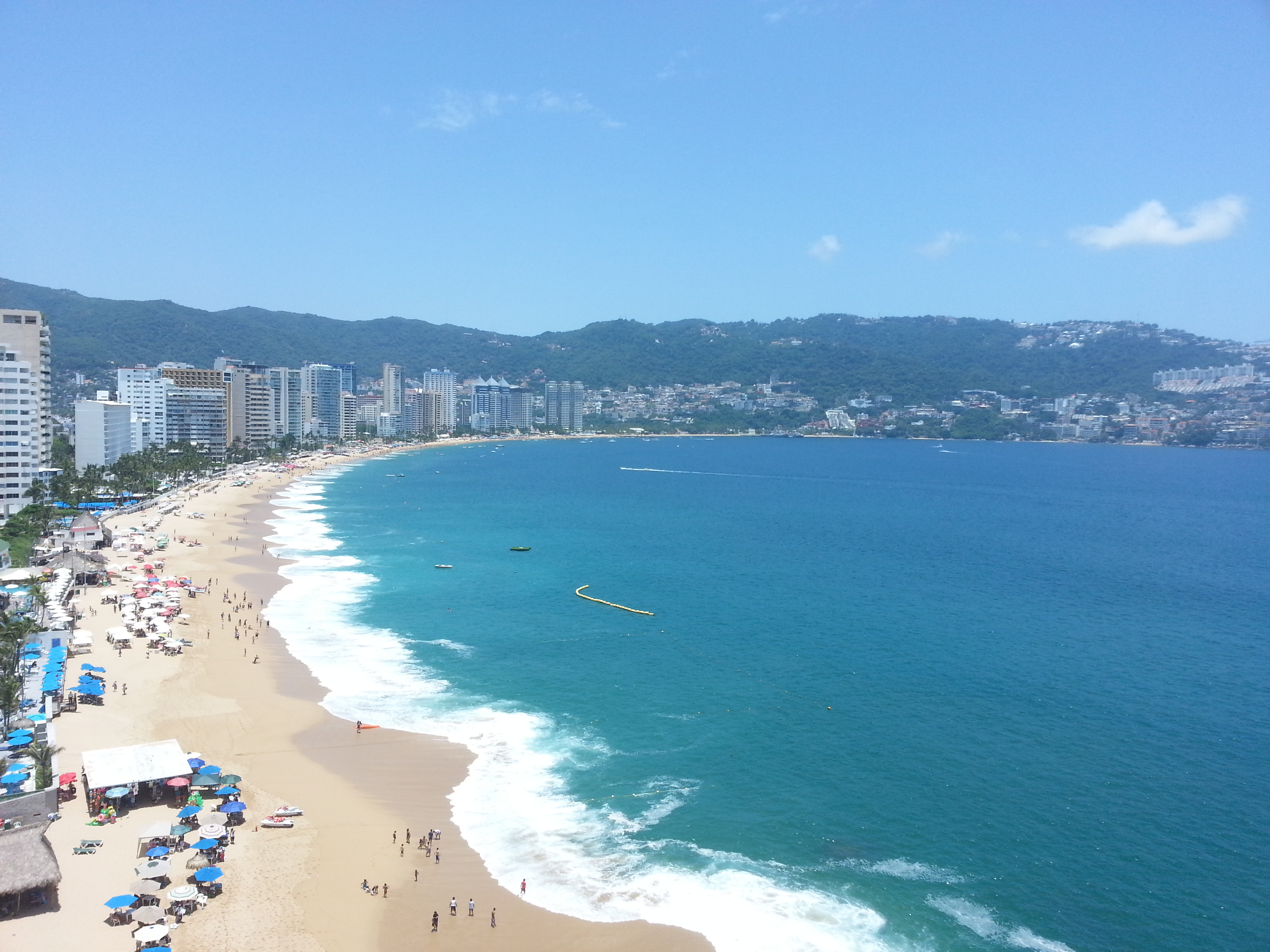
Вид Акапулько
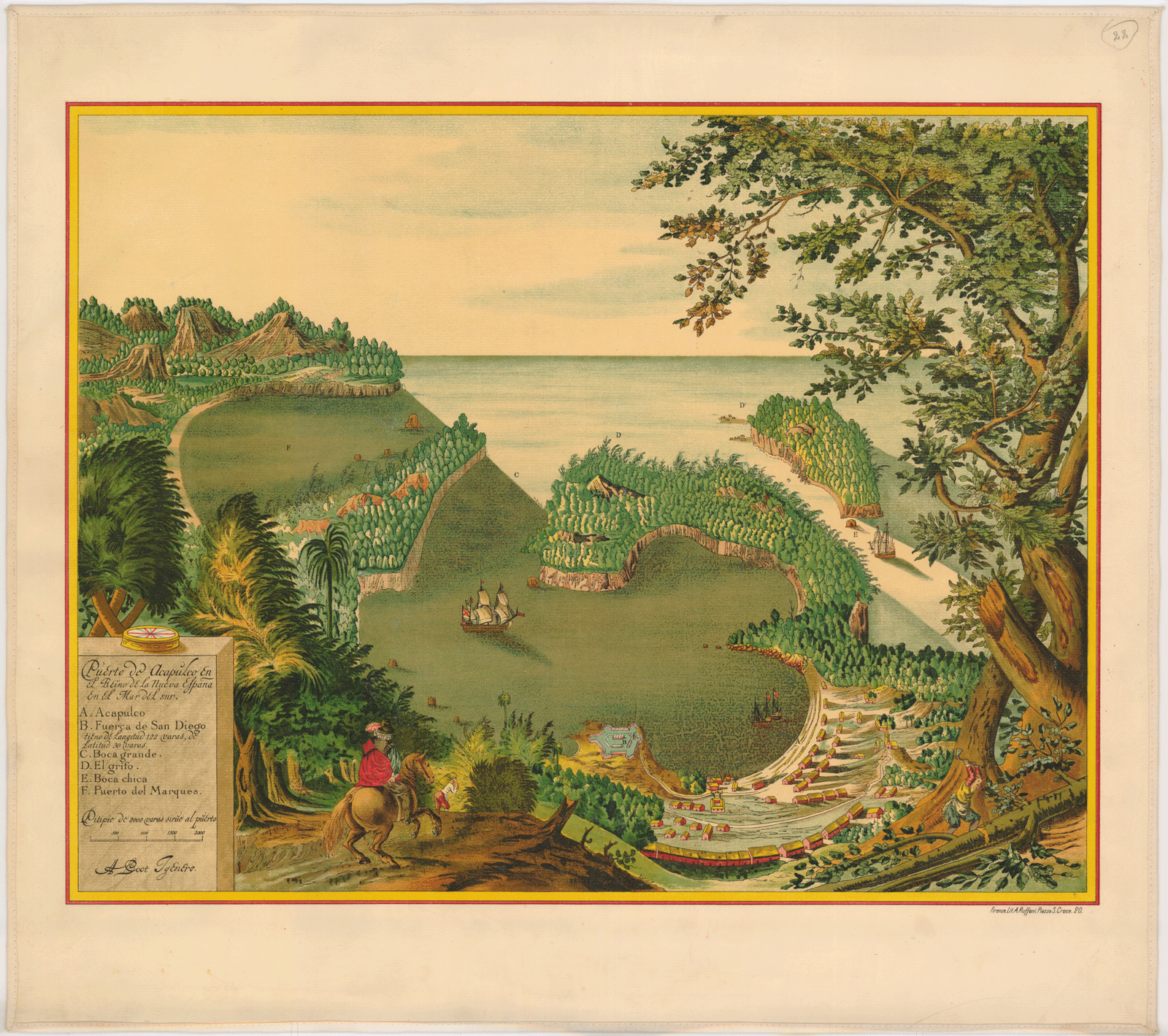
Испанская картина, изображающая залив Акапулько. 1628 год